# Гумен стил
Гумения стил (на англ. Tyre Style) е смесица от стилове,елементи и поделементи идващи от хип-хоп,техно ,електро и друг подобен стил музика. 

## Основни елементи

### DJ, Breakdance, Graffiti, Rap
Първоначално за да може един човек да се пише тайър(обръщението към мъж; към жена е гума) трябва да е привлечен от един от 4-те елемента на хип-хоп -а 

#### Разчупването на основни елементи
Разчупването на основни елементи, създаващо детайлите е цялата красота на това да се определящ като гумаджия. Първо в диджейството- чувал си за български и световни диджей,знаеш за dmc шампионата, както и поне веднъж си чувал неща като доза, пулт, грамофон, плоча, дискове и можеш да ги сложиш нормално в изречение. Второ в брейк-а- гледаш, следиш всичко свързано с танците, опитваш това-онова насаме дъс себе си или сред приятели. Трето в графитите-тук нещата опират и до изобразително изкуство, дори в обикновена ситуацията в която просто са ти дали да напръскаш с четката плакат, погледни го от готината страна-имаш нещата от стила дотук и си чувал за Анди Уорхол поне веднъж- това значи, че нямаш грешка, а и макар и толкова малко, пак си човек на изкуството. Четвърто в рапа-слушаш адски много рап/хип-хоп, комбинираш и прослушваш траци от цяла Европа, както и Сащ, пробвал си се да фрийстайл-ваш, че даже ди качвал, не се срамувай от това, ами бъди себе си в стила си. 

### Други стилове
Свободата в Гумения стил е почти безкрайна, може да слушаш Breakbeat hardcore и пак си Добре Дошъл в Гумения стил. Няма значение rave, techno, big beat, dance-rock,  new rave, synth-pop, new wave, shoegaze, art pop, rock, metal или pop. Способността да изслушаш Спенс,The Prodigy, Ladytron, Slipknot, Gorgototh, Pavarotti и Ирина Флорин последователно без проблем, те прави гумаджия.

### Извън музиката
Извън света на музиката, всичко останало е безкрайността способна да бъде гумен стил, от това да караш скейт и да си разглеждаш лагери до това просто да караш колело. 

#### Стил на обличане
Wear-а също е на практика без ограничение може да си с кецове, работен панталон, футболна тениска или баскетболен потник и обикновено горнище и си готов. Един от създателите на гумения стил въвежда нормализирането на работните дрехи в ежедневието превъплъщавайки ги в wear. 

### Спорт
Спорта също се нормализира в гумения стил, дали ще играеш квартален мач или ще играеш баскетбол с приятели, всичко е свобода.

### Получаването на хиляди частици поделементи
Слушаш Спенс, носиш цветно и шарено, гледаш волейбол, четеш книга, играеш компютърна игра, спортуваш, всичко може да бъде прикрепено към Гумения стил.